# Juliana Salachova
Juliana Bulatovna Salachova (ryska: Юлиана Булатовна Салахова), född den 16 december 1984 i Volgograd i Sovjetunionen (nu Ryssland), är en rysk före detta kanotist.
Hon tog bland annat VM-silver i K-2 500 meter i samband med sprintvärldsmästerskapen i kanotsport 2010 i Poznań.